# Перемышльский детинец
Перемышльский детинец — центральная укреплённая часть древнерусского Перемышля (ныне — Пшемысль в Польше).
Перемышльский детинец располагался на высоком мысу на правом берегу Сана недалеко от устья Вяра. Сегодня это место известно как Замковая Гора. Первое упоминание о городе датируется 981 годом. Помимо детинца укреплённая часть поселения общей площадью 8 га включала в себя и окольный город.
Согласно археологическим раскопкам, детинец был обнесён валом, в основании которого была срубная конструкция. Окольный город, примыкавший к детинцу с севера, также был укреплён валом и рвом. На городище обнаружены углублённые в землю (X—XI века) и наземные (XII—XIII века) жилища. К детинцу и окольному городу примыкали обширные селища-посады. Среди археологических находок остатки гончарных и железоплавильных горнов, обломки стеклянных браслетов, височные кольца киевского типа, кресты-энколпионы, шиферные пряслица, бусы, а также вислые свинцовые печати князя Давыда Игоревича.
В период пребывания Перемышля в составе Польши (1018—1031) королём Болеславом I на территории детинца были построены дворец (34х15 м) и церковь-ротонда. Последняя просуществовала недолго, однако дворец в перестроенном виде дожил до XVII века. В XII веке, когда Перемышль был центром древнерусского Перемышльского княжества, в период княжения Володаря Ростиславича в детинце был возведён православный храм святого Иоанна. Это был четырёхстолпный трехапсидный храм с параметрами 18×22,5 м. Толщина стен составляла более 1 м, а фундаментов — до 2,7 м. С северной стороны имелся притвор. Храм, по-видимому, стал усыпальницей перемышльских князей.
После повторного захвата Перемышльской земли Польшей в XIV веке король Казимир III построил на месте детинца готический замок. В XV веке православный храм был передан католикам.

## Галерея

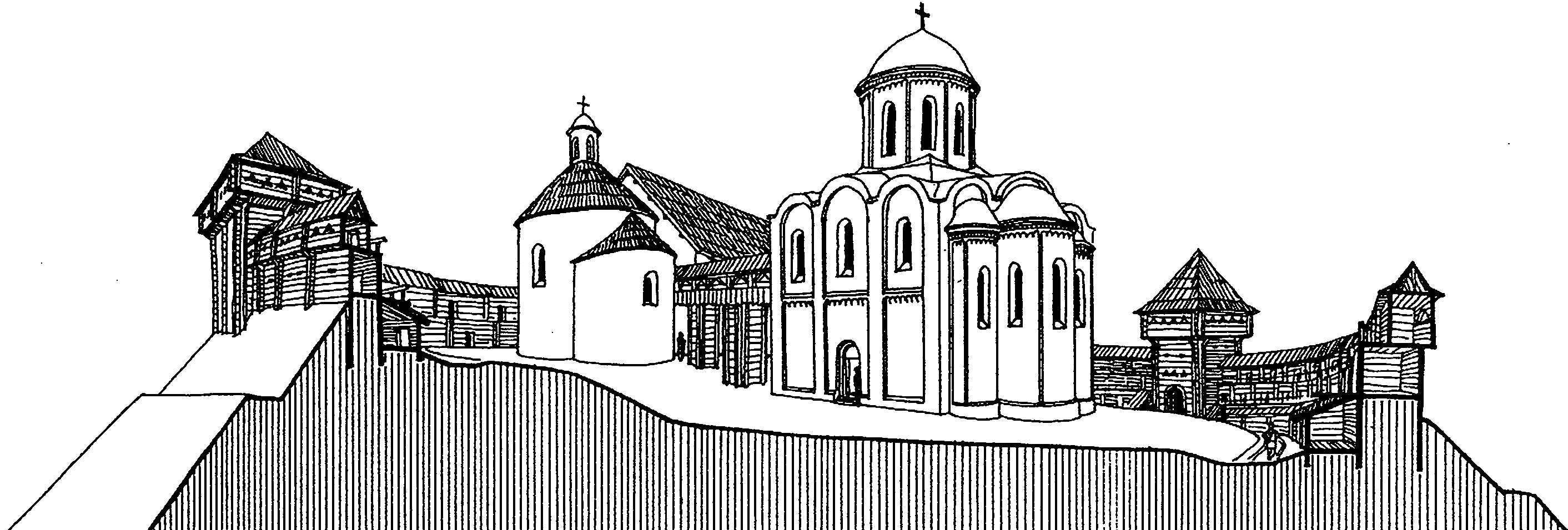
Детинец Перемышля в середине XII века. Реконструкция Василия Петрика
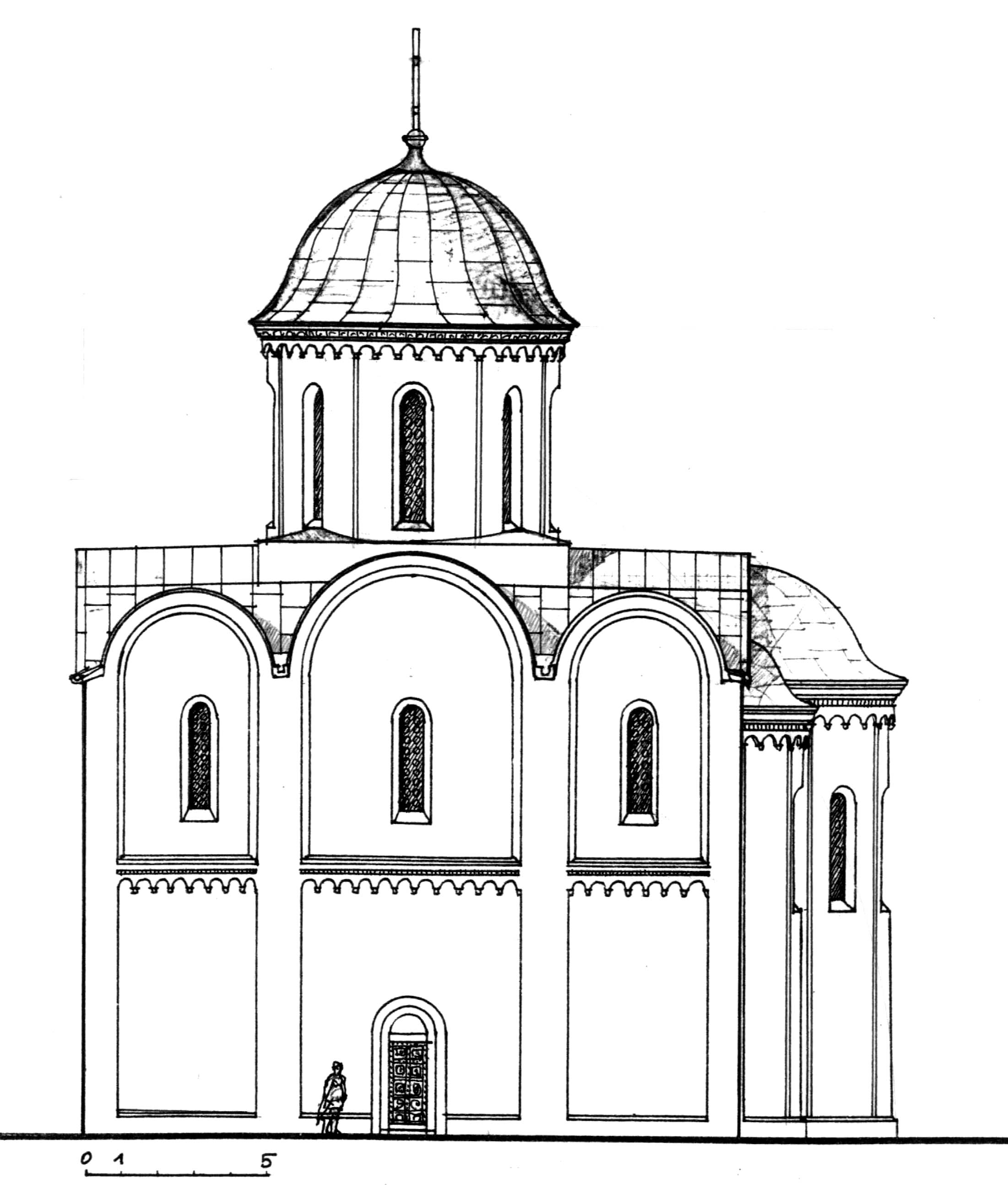
Южный фасад храма св. Иоанна. Реконструкция Василия Петрика
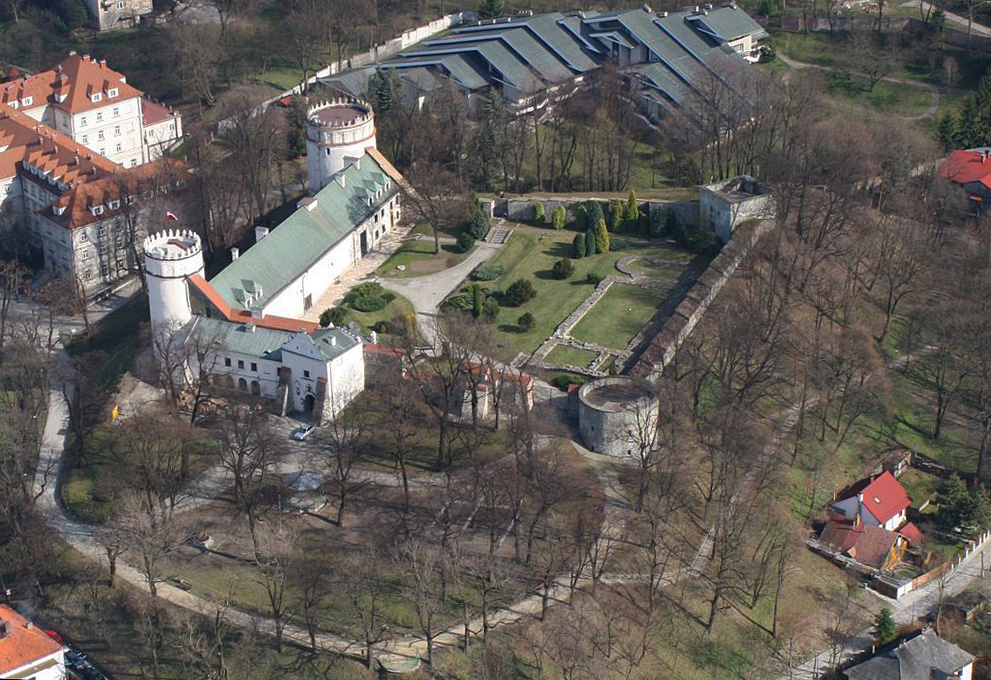
Вид на место Перемышльского детинца сегодня